# The Best of Judas Priest: Living After Midnight
The Best of Judas Priest: Living After Midnight è una raccolta delle migliori hits della heavy metal band britannica Judas Priest, uscita nel 1997.

## Il disco
La raccolta contiene alcune delle canzoni migliori della band, ma comunque diversi grandi classici sono stati omessi. Non sono presenti canzoni dall'ultimo Jugulator, e sulla copertina è raffigurato Rob Halford ai tempi dei Priest in concerto; questa raccolta esprime dunque quasi nostalgia per i tempi passati. Nel 2002 è uscita una nuova versione dell'album con 18 canzoni invece che 16 e con una tracklist diversa.

## Tracce
1. The Green Manalishi (With the Two-Pronged Crown) - 3.22
2. Living After Midnight - 3.30
3. Breaking the Law (live) - 2.21
4. Hot Rockin' - 3.14 (bonus track)
5. Heading Out to the Highway (live) - 4.33
6. The Hellion - 0.42 (bonus track)
7. Electric Eye - 3.39 (bonus track)
8. You've Got Another Thing Comin' - 5.04
9. Turbo Lover - 5.32
10. Freewheel Burning - 4.23
11. Some Heads Are Gonna Roll - 4.07
12. Metal Meltdown - 4.48
13. Ram It Down - 4.49 (bonus track)
14. Diamonds and Rust (live) - 3.39 (bonus track)
15. Victim of Changes (live) - 7.11
16. Tyrant (live) - 4.42 (bonus track)

## Riedizione 2002
1. Better by You Better Than Me - 3.22
2. Take on the World - 3.02
3. The Green Manalishi (With the Two-Pronged Crown) - 3.24
4. Living After Midnight - 3.31
5. Breaking the Law - 2.35
6. United - 3.30
7. Hot Rockin' - 3.16
8. You've Got Another Thing Comin' - 5.09
9. The Hellion / Electric Eye - 4.22
10. Freewheel Burning - 4.24
11. Some Heads Are Gonna Roll - 4.07
12. Turbo Lover - 5.31
13. Locked In - 4.20
14. Johnny B. Goode - 4.39
15. Ram It Down - 4.50
16. Painkiller - 6.06
17. A Touch of Evil - 5.44
18. Night Crawler - 5.43

## Formazione
- Rob Halford - voce
- Glenn Tipton - chitarra
- K.K. Downing - chitarra
- Ian Hill - basso
- Les Binks - batteria (su tracce 1, 2, 3)
- Scott Travis - batteria (su tracce 16, 17, 18)
- Dave Holland - batteria (su tracce 4, 5, 6, 7, 8, 9, 10, 11, 12, 13, 14, 15)